# François Mitterrand et l'extrême droite
Les relations entre François Mitterrand et l'extrême droite sont le thème d'un certain nombre d'ouvrages de la fin des années 1990. Les relations de l'homme avec ce courant politique ont défrayé les chroniques journalistiques et alimenté des rumeurs plus ou moins fondées. Le livre de Pierre Péan Une jeunesse française, paru en 1994, exposait la jeunesse de François Mitterrand durant les années 1930 et les années 1940 ; avant lui, Franz-Olivier Giesbert dans son livre François Mitterrand ou la tentation de l'histoire (1977) avait décrit, entre autres, la jeunesse de Mitterrand et son parcours à l'époque de Vichy.
D'autres ouvrages ont concerné des périodes plus récentes, certains accréditant la thèse d'une stratégie politique dans les années 1980 favorisant la montée du Front national pour empêcher l'arrivée au pouvoir du RPR ou de l'UDF. Cette thèse est largement nuancée par les universitaires.

## Origines
François Mitterrand est né le 26 octobre 1916 à Jarnac (Charente) dans une famille conservatrice de la petite bourgeoisie provinciale. Il reçoit durant son enfance et son adolescence une éducation catholique.
En 1934, il part à Paris pour étudier à la faculté de droit et à l’École libre des sciences politiques. Il est alors hébergé à la Réunion des étudiants, un foyer des pères maristes situé 104 rue de Vaugirard.

## Militantisme au sein de groupes de droite radicale

### Engagement aux Volontaires nationaux
L'itinéraire de Mitterrand entre 1935 et 1942 a été l'objet de nombreuses interprétations contradictoires.
Sympathisant du colonel François de La Rocque, il adhère aux Volontaires nationaux, organisation de jeunesse des Croix-de-feu en 1934. Cette adhésion à la vision de La Rocque dure entre un et trois ans. Néanmoins, il n'adhère pas au Parti social français (PSF), fondé après la dissolution des ligues en 1936.

### Participation à la manifestation contre les «métèques»
Le 1er février 1935, François Mitterrand participe à la manifestation de l'Action française contre les médecins étrangers autorisés à exercer en France, aux cris de « La France aux Français » (plus connue sous le nom de manifestation contre « l'invasion métèque »).
Sa participation à cette manifestation fut attestée par deux photographies, publiées dans Les Camelots du roi de Maurice Pujo, où François Mitterrand apparaît face à un cordon de policiers. Le président ne niera pas avoir participé à cette manifestation mais n'en reconnaîtra pas le mot d'ordre,.
Selon une théorie énoncée principalement par Jean Lacouture, mais  abandonnée par cet auteur lors de sa collaboration ultérieure au livre de Patrick Rotman, la présence de François Mitterrand dans une foule confuse à la fin de cette manifestation contre « l'invasion métèque » en février 1935 ne signifiait pas grand chose.

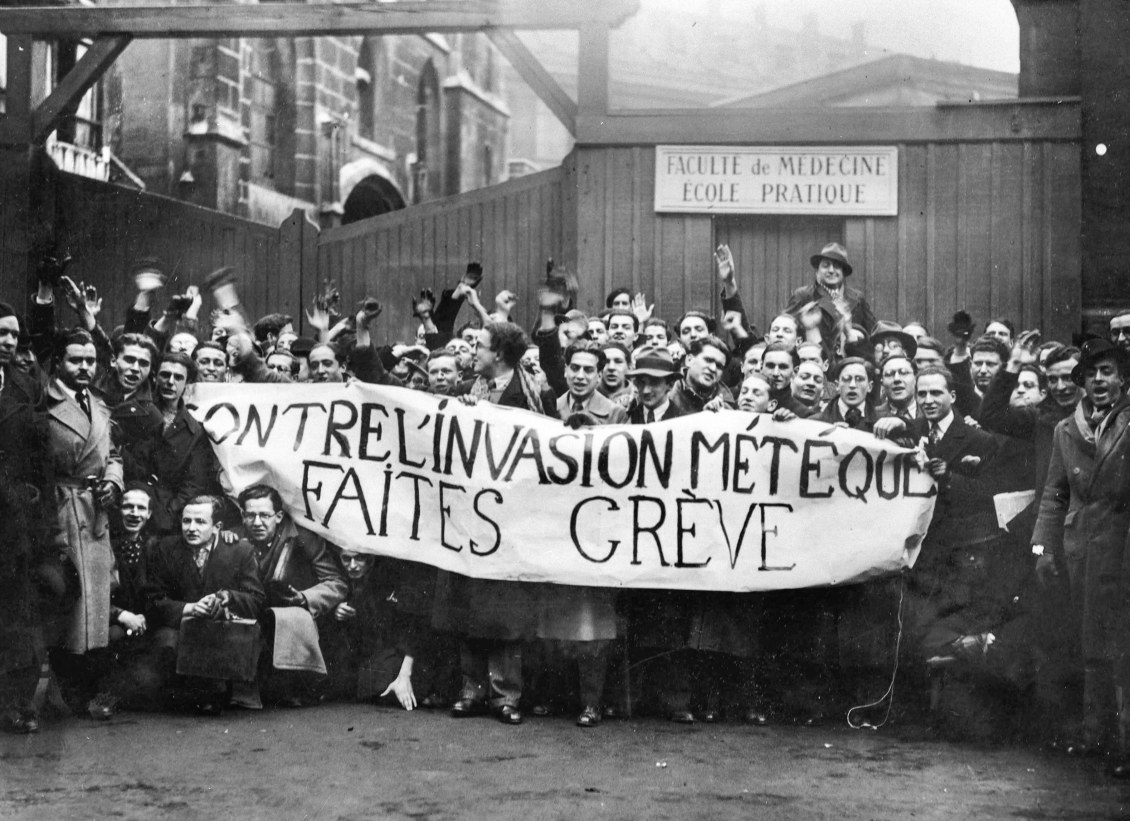
Manifestation xénophobe d'étudiants devant la faculté de médecine de Paris, 1er février 1935.
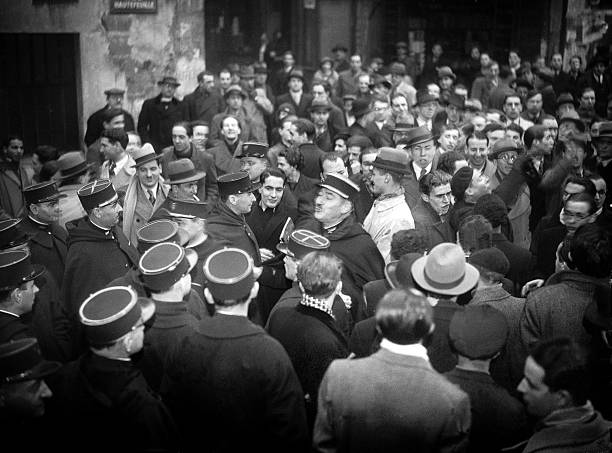
François Mitterrand (au centre, portant des livres) photographié durant la dispersion de cette même manifestation par la police.

### Relations avec les cagoulards
En janvier 1935, Eugène Deloncle fonde une organisation secrète d'extrême droite, l'Organisation secrète d'action révolutionnaire nationale (OSARN), surnommée « la Cagoule » par Maurice Pujo. C'est Eugène Schueller, le fondateur de la société L'Oréal, qui met ses moyens personnels et financiers à disposition de la Cagoule et organise des réunions au siège de sa société.
Plusieurs jeunes gens, amis et étudiants pour la plupart, résidant à l’internat des pères maristes du 104, rue de Vaugirard à Paris, fréquentent alors les chefs de la Cagoule. Sans tous adhérer au mouvement ou faire état publiquement d'une quelconque approbation, on y retrouve Pierre Guillain de Bénouville, Claude Roy, François Mitterrand et André Bettencourt.

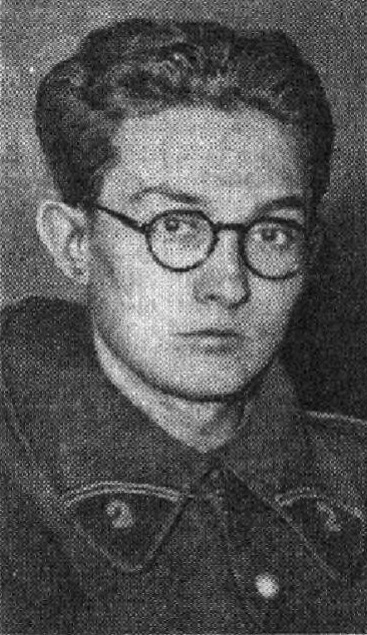
Jean Bouvyer photographié dans son uniforme du régiment des chasseurs d'Afrique après son arrestation à Constantine et son rapatriement en France métropolitaine en janvier 1938, dans le cadre de l'enquête sur la Cagoule.

Pierre Péan, indique dans son livre que Robert Mitterrand, frère du président, épousa en 1939, Édith Cahier, fille de Paul Cahier, dont la sœur Mercédès est l'épouse d'Eugène Deloncle. La propre sœur de Robert et François Mitterrand, Marie-Josèphe de Corlieu (« Jo »), fut, de 1941 à 1947, la maîtresse de Jean Bouvyer, ancien cagoulard,. Mais Péan se dit formel sur la non-appartenance de Mitterrand à la Cagoule,, ; il fonde son affirmation sur, entre autres, le fait que le nom de Mitterrand ne figure pas sur la liste dite « Corre », qui fournit à la police le nom de nombreux cagoulards et dont il publie dans son livre, l'extrait, à la lettre « M ».
Le journaliste Philippe Bourdrel indique également que plusieurs éléments liant Mitterrand à la Cagoule posent question, sans que l'on puisse obtenir de réponse claire. Il indique, notamment, que Mitterrand avait accepté le double parrainage de cagoulards Gabriel Jeantet et Georges Soulès-Abellio lorsqu'il se vit remettre la francisque en 1943. D'autres sources indiquent qu'il s'agirait, non pas de Georges Soulès-Abellio, mais de Simon Arbellot,,.
À la Libération, Bouvyer bénéficie du témoignage en sa faveur de François Mitterrand, qui explique que l'ancien cagoulard avait caché chez lui du matériel et fabriqué de faux papiers pour le Mouvement national des prisonniers de guerre, le mouvement de résistance dirigé par François Mitterrand et Maurice Pinot. Lors de son incarcération à Fresnes, Bouvyer affirma, dans un courrier à sa mère, avoir renié ses idées des années 1930, se disant prêt à dénoncer tous les dirigeants de la Cagoule qu'il connaît, et même à s'entendre avec les communistes autrefois abhorrés. La mère de Jean-Marie Bouvyer, Antoinette, devint en 1946 la marraine de Jean-Christophe Mitterrand.
Les liens avec Eugène Schueller sont moins directs. En 1945, Mitterrand fut nommé, pour peu de temps, président-directeur général des Éditions du Rond-Point (appartenant au groupe de Schueller), lesquelles publiaient un magazine intitulé Votre Beauté.
Pour Pierre Péan, la rumeur d'appartenance de François Mitterrand à la Cagoule est entretenue par la droite et l'extrême droite, en particulier depuis le début des années 1950, surtout en raison de « ses prises de position jugées anticolonialistes, sa virulence contre les réseaux anticommunistes [et] son ambition affichée. »
Selon lui, cette rumeur prend forme, en 1953, dans une publication interne « d'un petit mouvement dissident gaulliste », l'A.R.S. Péan affirme que les Renseignements généraux amplifient ensuite cette rumeur, ou seraient eux-mêmes à son origine puisqu'une note de leurs services datée du 6 octobre 1953, consacrée au docteur Martin, cite le nom de Mitterrand parmi plusieurs autres.
La « rumeur cagoularde » est ensuite bien installée, lorsque le 27 juillet 1954, Jean-André Faucher un proche de Roland Dumas qui se dit « parent éloigné » de Mitterrand, insinue, dans sa publication confidentielle Lettre à un cousin, que François Mitterrand, alors ministre de l'Intérieur, aurait des liens avec plusieurs cagoulards, tels Eugène Schueller, François Méténier, Jacques Corrèze. Il évoque également, sans plus de précisions, les confidences de policiers ayant exploité la liste Corre et de deux cagoulards Jacubiez et Roger Mouraille. Il suggère que le juge d'instruction Robert Lévy pourrait dire « à quelle puissante intervention le cagoulard Bouvyer dut d'échapper au sort de ses coaccusés. »
Cette rumeur le poursuivra pendant toute sa carrière politique et sera reprise à diverses occasions par ses adversaires, en particulier gaullistes. En décembre 1954 au moment de l'affaire des fuites, les députés Jean Legendre (indépendant) et Raymond Dronne (gaulliste) accusent Mitterrand, toujours ministre de l'intérieur, d'avoir été cagoulard. Ils l'attaquent vivement, notamment lors des débats à l'Assemblée nationale, le 3 décembre 1954,. Après mai 1981 les attaques redoublent à ce sujet, par exemple de la part de François d'Aubert, Jacques Toubon et Alain Madelin, en février 1984. Dans les années 1980, Jean-Edern Hallier utilise cette rumeur dans ses attaques contre le président.

### Participation aux manifestations contre Gaston Jèze
Durant l'hiver 1936, François Mitterrand participe à des manifestations contre le professeur de droit public Gaston Jèze.
Ces manifestations, qui durent de janvier à mars 1936, à l'instigation de la droite nationaliste et de l'Action française, demandent la démission de Gaston Jèze, pour avoir accepté d'être le conseiller d'Hailé Sélassié, négus d'Éthiopie, chassé d'Addis-Abeba par les troupes mussoliniennes,.
Selon Jean Lacouture, dans un point de vue non repris lors de sa collaboration avec Patrick Rotman, ces manifestations contre Gaston Jèze étaient un chahut d'étudiants contre un enseignant tyrannique, accusé d'obliger ses étudiants à apprendre les notes de bas de page de ses ouvrages de finances publiques et qui s'est soldé par des pétitions demandant sa démission et exploité a posteriori par l'Action française (pour défendre un fiscaliste républicain).

## Actions durant la Seconde Guerre mondiale
Le sergent-chef Mitterrand est mobilisé en septembre 1939 au sein du 23e régiment d'infanterie coloniale (RIC). Blessé par un éclat d'obus, il est fait prisonnier en Allemagne, le 16 juin 1940. Il est alors l'un des 1 650 000 prisonniers de guerre.
En décembre 1941, il s'évade (et figure parmi l'une des 16 000 tentatives réussies pour l'année 1941).

### «Vichysto-résistant»
Fonctions à Vichy

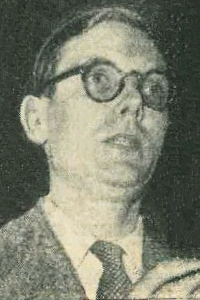
Gabriel Jeantet lors du procès de la Cagoule, 7 octobre 1948.

Installé à Vichy en janvier 1942, bien que recherché par les Allemands comme prisonnier évadé, il occupe un emploi contractuel d'abord à la Légion française des combattants (LFC) puis en mai 1942, au Commissariat général aux prisonniers de guerre et rapatriés et aux familles de prisonniers de guerre (sous les ordres de Maurice Pinot) dont la compétence est principalement civique et sociale. En janvier 1943, le commissariat prendra cependant une orientation pro-nazie. François Mitterrand, alors chef de service de l’Information du commissariat pour la zone sud, démissionne.
Il garde un poste à la tête des centres d’entraide et c’est à ce titre qu’il reçoit la Francisque gallique en mars-avril 1943,,,. Pour recevoir cette distinction honorifique, il est parrainé par deux membres de la Cagoule (Gabriel Jeantet, membre du cabinet du maréchal Pétain, et Simon Arbellot). Cette décoration lui sera reprochée par ses adversaires tout au long sa carrière politique, depuis les communistes (dès 1948) jusqu'aux gaullistes (dès 1954) et la SFIO (dès 1958).
Pour certains, à la lecture du livre de Pierre Péan, il ne fait aucun doute que François Mitterrand a été maréchaliste et plein de confiance et d'admiration pour l'homme Pétain, notamment à la lecture d'une de ses lettres à sa sœur, rédigée le 13 mars 1942 et dans laquelle il écrit : « j'ai vu le maréchal au théâtre […] il est magnifique d'allure, son visage est celui d'une statue de marbre. »
Dans une lettre du 22 avril 1942, il avoue n'être pas particulièrement inquiet du retour aux affaires, en avril 1942, de Pierre Laval, qui doit selon lui faire ses preuves, mais il condamne la fonctionnarisation de la Légion française des combattants (LFC), lui préférant le modèle du Service d'ordre légionnaire (SOL), que vient de mettre en place Joseph Darnand.
Résistance
Si Franz-Olivier Giesbert et, plus tard, Pierre Péan soulignent qu’il ne bascule que progressivement du côté de la Résistance, François Mitterrand aura été, par la suite, un adversaire du collaborationnisme. Pour cette raison, il est parfois qualifié de « vichysto-résistant ». Jérôme Cotillon dans Ce qu'il reste de Vichy (Armand Colin, 2003), revient sur cette question et avance la notion de « maréchalo-résistance ».
Ses actes de résistance ne sont guère contestés, du moins ce qualificatif lui est indéniablement reconnu à partir de l'été 1943 alors qu'il est devenu responsable d'un mouvement de prisonniers résistants, (qui avait reçu dès mars 1943 le soutien et le financement de l'ORA, regroupant des militaires vichystes passés à la Résistance après l'invasion de la zone sud en novembre 1942).
Le général de Gaulle le cite dans ses Mémoires de guerre : « [...] les rapports qui nous sont faits par nos chargés de mission allant et venant entre Alger et la Métropole : Guillain de Bénouville, Bourgès-Maunoury,  François Closon, Louis Mangin, le général Brisac, le colonel Zeller, Gaston Defferre, Émile Laffon, François Mitterrand, mon neveu Michel Cailliau, etc., nous tiennent à mesure au courant. »
Le 12 mars 1944, il est l'un des fondateurs d'un réseau de résistance figurant dans l'organigramme de la France combattante au côté de Combat et Libération-Sud.

### Liens d'amitiés et paroles contestées

#### René Bousquet
C'est à partir de la fin de l'été ou à l'automne 1943 que François Mitterrand passe à la clandestinité, traqué par la Gestapo, le Sicherheitsdienst et la Milice. Le Sicherheitsdienst (SD) perquisitionne à son domicile, en son absence. Deux de ses amis sont arrêtés, déportés ; l'un ne revient pas du camp de concentration. Peu après, il est sauvé par la femme du colonel Pfister, dirigeant de l'Organisation de résistance de l'armée, d'une arrestation par la Gestapo. Il est établi que René Bousquet, secrétaire général de la Police, sentant le vent tourner, a fait prévenir Mitterrand, par l'intermédiaire de l'un de ses collaborateurs, Jean-Paul Martin, des risques d'arrestation qui pesaient sur lui[réf. nécessaire].
- D'après un témoignage attribué à Alain Peyrefitte, Charles de Gaulle aurait dit en privé, en 1965, concernant son adversaire principal à l'élection présidentielle : « Mitterrand et Bousquet, ce sont les fantômes qui reviennent : le fantôme de l'antigaullisme surgi du plus profond de la collaboration[43]. »
- Selon Georges-Marc Benamou[44], François Mitterrand aurait tenu les propos suivants à propos de René Bousquet, ancien secrétaire général de la police du régime de Vichy : « Une carrière ainsi brisée à trente-cinq ans, ce n’est pas supportable... Bousquet en souffrait cruellement. Imaginez cette cassure, cette carrière foudroyée […] »
- En 1974, René Bousquet soutenait et apportait son concours financier au candidat François Mitterrand contre Valéry Giscard d'Estaing. Une photographie de l'époque témoigne de ces contacts entre les deux hommes, réunis autour d'une tablée familiale dans la maison de Latche. En défense, François Mitterrand déclarait que « René Bousquet avait participé au financement de tous les principaux hommes politiques de gauche, des années 1950 au début des années 1970, Pierre Mendès France compris »[45].
- En 1981, après la victoire de François Mitterrand à l’élection présidentielle, Bousquet sera reçu au palais de l'Élysée « pour parler politique »[46].
- En 1986, quand les accusations portées contre René Bousquet prennent de la consistance, le président aurait cessé de le voir[12].
- En 1994, ses liens avec Bousquet sont rendus publics à l'occasion de la sortie du livre de Pierre Péan. Il s'en explique également au long d'un entretien télévisé avec Jean-Pierre Elkabbach le 12 septembre 1994[47], ainsi que dans Mémoire à deux voix, essai réflexif et biographique coécrit avec Elie Wiesel et publié le 11 avril 1995[48].
- En 1995, selon le témoignage de Jean d'Ormesson, il déclare à celui-ci à propos de l'affaire Bousquet : « Vous constatez là l'influence puissante et nocive du lobby juif en France »[49].

Pour Lionel Jospin, l'explication de François Mitterrand est peu convaincante. Il déclare : « On voudrait rêver d’un itinéraire plus simple et plus clair pour celui qui fut le leader de la gauche française des années 1970 et 1980. Ce que je ne peux comprendre, c’est le maintien, jusque dans les années 1980, des liens avec des personnages comme Bousquet, l’organisateur des grandes rafles des Juifs ».
Pour son ancien ministre Charles Fiterman, « ces révélations laissent le sentiment désagréable d’avoir été trompé sur la personne. Cinquante ans plus tard, on ne trouve pas la moindre trace d’un regret, d’une analyse critique. On découvre, en revanche, la persistance de relations compromettantes qui donnent un éclairage nouveau à des faits tels que le fleurissement de la tombe de Pétain. Tout cela laisse à penser qu’il y a une continuité dans certains choix, la continuité d’un homme de pouvoir qui s’appuie sur des réseaux d’amitiés et de services ».
Pour Pierre Moscovici, premier dirigeant socialiste à avoir réagi au livre de Pierre Péan, « Ce qui me choque c’est qu’il ait pu frayer avec quelqu’un qui a été un outil de l’antisémitisme d’État et un complice de la solution finale du Reich. On ne peut pas tolérer d’être tolérant envers le mal et, pour moi, René Bousquet c’était le mal absolu ».
Seuls, peut-être, dans des débats télévisés, Pascal Sevran et Robert Badinter le défendront. Pascal Sevran rappela qu'on n'a jamais fait grief à Charles de Gaulle et à Valéry Giscard d'Estaing d'avoir nommé Maurice Papon, le premier, préfet de police et le second, ministre du Budget, quand Mitterrand ne nomma jamais René Bousquet à un poste de responsabilité administrative ou politique.[réf. nécessaire] Robert Badinter déclara qu'il ne fallait pas inverser les responsabilités. Ayant consulté les minutes du procès Bousquet, il constata alors que la déportation d'enfants juifs, pourtant mentionnée dans les actes, n'empêcha nullement son acquittement en 1949.
Enfin, l'historien Pierre Miquel conclut à l'issue de l'entretien du 12 septembre que « le témoignage […] du président de la République s’insère dans le cadre d’un discours de droite, […] traditionnel sur l’Occupation » et radicalisant les remarques de Robert Badinter, demandait « qu’on nous montre le dossier de résistance de M. Bousquet, qu’on voie pourquoi cet homme a été non seulement réhabilité mais redécoré, parce que, réellement, c’est incompréhensible pour les jeunes […] et pour nous-mêmes ».

#### Maréchal Pétain
Georges-Marc Benamou attribue ces propos à François Mitterrand « Ah Vichy, Ah Pétain […] c’était un vieillard un peu dépassé mais… magnifique ».
Le dépôt de gerbe au maréchal Pétain de 1984 à 1991 fut au centre d'une longue polémique. La tombe du maréchal Pétain est fleurie au nom de la présidence de la République le 10 novembre 1968 (sous le général de Gaulle, à l'occasion du 50e anniversaire de l'armistice de 1918),,, en février 1973 (sous Georges Pompidou, à la suite de la profanation de la tombe à L'Île-d'Yeu), et en 1978 (sous Valéry Giscard d'Estaing, 60e commémoration de la victoire de 1918),.
Pendant la présidence de François Mitterrand, elle est fleurie  le 22 septembre 1984 (jour de la rencontre avec le chancelier Helmut Kohl à Verdun),, puis le 15 juin 1986 (70e anniversaire de la bataille de Verdun), puis chaque 11 novembre entre 1987 et 1992. Cette pratique ne cesse qu’après de nombreuses protestations dont celles de la communauté juive,.
Selon Pierre Favier et Michel Martin-Roland, François Mitterrand se voulait le fidèle héritier de ses prédécesseurs quand en 1984, au moment de manifester l'amitié franco-allemande (poignée de main avec Helmut Kohl), il fait déposer une gerbe sur la tombe du maréchal Pétain. Dans leur ouvrage, Pierre Favier et Michel Martin-Roland citent la version du président pour qui le dépôt de gerbe en son nom, à partir de 1987, n'était qu'une habitude prise par l'administration.
François Mitterrand ayant déclaré qu’il honorait simplement la mémoire de l’homme de Verdun et nullement celle du chef de l’État français, l’ancien Premier ministre Laurent Fabius fit remarquer que lorsque l’on juge un homme, on le fait sur l’ensemble de sa vie. Quant à l’historien André Kaspi, il souligna l’artificialité de cette distinction : « Le Pétain collaborateur de 1940-1944 n’a pu égarer les Français et en convaincre bon nombre de le suivre que parce qu’il bénéficiait du prestige du Pétain de 1914-1918. L’un n’aurait pas existé sans l’autre ».

## Soutien supposé au Front national
L'idée selon laquelle François Mitterrand aurait soutenu, de manière directe ou indirecte, la montée en puissance électorale du Front national durant les années 1980 fait l'objet d'un livre pour la première fois en 1993. L'éditorialiste au Figaro Franz-Olivier Giesbert écrit dans La fin d'une époque que François Mitterrand a mis en place une stratégie délibérée de déstabilisation de la droite parlementaire (RPR, UDF) en favorisant l'extrême-droite. 
Le scrutin proportionnel pour les élections des députés est en 1981, lors de l'élection présidentielle, la 47e des 110 propositions pour la France de François Mitterrand,. La proportionnelle est mise en place lors des élections législatives de 1986. Il sera ultérieurement reproché à François Mitterrand d'avoir instauré le scrutin proportionnel afin de favoriser l'extrême droite.

## Documentaire
- Patrick Rotman : François Mitterrand – Le roman du pouvoir (2001), Universal
- 2008 : Mitterrand à Vichy